# Jakov Milatović
Jakov Milatović (in cirillico: Јаков Милатовић?, AFI: [jakoʋ mǐlatoʋitɕ]; Titograd, 7 dicembre 1986) è un politico ed economista montenegrino.
Eletto Presidente alle consultazioni del 2023, ha precedentemente ricoperto l'incarico di ministro dell'economia e dello sviluppo economico nel governo del primo ministro Zdravko Krivokapić dal 4 dicembre 2020 al 28 aprile 2022 e ha lavorato come economista presso la Banca europea per la ricostruzione e lo sviluppo a Londra e Podgorica.
È stato co-fondatore e, fino al 24 febbraio 2024, vice-presidente di Europa Ora!, un partito politico liberale ed europeista. Diventato presidente del Montenegro all'età di 36 anni, Milatović è la persona più giovane a ricoprire la carica di presidente da quando il Montenegro è indipendente, nonché il sesto capo di Stato più giovane al mondo. È il terzo presidente del Montenegro dall'indipendenza del Paese nel 2006.

## Biografia

### Vita e istruzione
È nato a Titograd (oggi Podgorica), nella Repubblica federata socialista di Montenegro, nella Repubblica Socialista Federale di Jugoslavia. Ha conseguito il diploma di scuola elementare e secondaria presso il Ginnasio "Slobodan Škerović". Suo nonno e il suo bisnonno hanno combattuto nella Seconda guerra mondiale come partigiani jugoslavi. Ha completato gli studi universitari di economia presso la Facoltà di Economia dell'Università del Montenegro. Ha trascorso un anno accademico presso l'Università statale dell'Illinois come borsista statunitense; un semestre presso l'Università di Economia e Commercio di Vienna (WU Wien) come borsista del governo austriaco; un anno accademico presso l'Università La Sapienza come borsista dell'UE.
Ha conseguito il master in economia (MPhil in Economics) presso l'Università di Oxford. È stato borsista del governo britannico con la borsa di studio Chevening. È stato anche borsista della Fondazione Konrad Adenauer (Konrad-Adenauer-Stiftung). Parla correntemente inglese, italiano e spagnolo.

### Economista
Ha lavorato presso il Gruppo NLB a Podgorica e presso Deutsche Bank a Francoforte. Nel 2014 è entrato a far parte della Banca europea per la ricostruzione e lo sviluppo come membro del gruppo di analisi economica e politica. Nel 2019 è stato promosso a economista principale per i Paesi membri dell'Unione europea, tra cui Romania, Bulgaria, Croazia e Slovenia, con sede presso l'ufficio della banca a Bucarest.
Ha pubblicato numerosi articoli ed è coautore di due libri.

### Carriera politica
È stato ministro dell'Economia e dello Sviluppo economico nel Governo Krivokapić dal 4 dicembre 2020 al 28 aprile 2022. Durante il suo mandato, lui e il ministro delle finanze Milojko Spajić hanno presentato e attuato il programma di riforme economiche denominato "Europa ora".
Nel 2022, Milatović e Spajić hanno fondato il partito politico Europa Ora!, che ha partecipato alle elezioni amministrative del 2022. Ha guidato la lista elettorale delle organizzazioni a Podgorica come candidato sindaco.
Nel marzo 2023, Milatović ha corso come candidato di Europa Ora! alle elezioni presidenziali montenegrine del 2023, giungendo al ballottaggio contro il Presidente uscente Milo Đukanović, da cui è uscito vittorioso, venendo eletto con il 58,88% dei voti.
Ha abbandonato il partito politico che aveva contribuito a fondare, dimettendosi da tutte le cariche nel febbraio 2024.

#### Posizioni politiche
Ha votato per l'indipendenza del Montenegro al referendum sull'indipendenza del 2006. Sostiene l'adesione del Montenegro all'Unione europea. È favorevole a relazioni più strette tra Montenegro e Serbia. È favorevole a sanzionare la Russia a causa dell'invasione dell'Ucraina, che considera un atto di aggressione. Milatović ha definito irrealistiche le proposte del Montenegro di revocare il riconoscimento dell'indipendenza del Kosovo, affermando che il Kosovo è una nazione riconosciuta a livello internazionale. Ha dichiarato di essere d'accordo col verdetto della Corte internazionale di giustizia sul genocidio di Srebrenica. E' a favore dell'iniziativa Open Balkan.